# Zdeňka Wiedermannová-Motyčková
Zdeňka Wiedermannová-Motyčková (Náklo, 17 de abril de 1868 – Brno, 16 de outubro de 1915) foi uma professora, editora de jornal e ativista pelos direitos das mulheres tcheca. Nascida em uma família de educadores progressistas, ela estudou para tornar-se professora e se formou em 1886. Sua educação católica a levou a ter mais valores conservadores que sua família, mas após lecionar por alguns anos, ela passou a reconhecer as disparidades entre mulheres e homens professores, bem como entre seus estudantes. Em 1898 ela já clamava publicamente por salários iguais para trabalhos iguais e fazia campanha por uma educação igual para meninos e meninas. Em 1902 Wiedermannová fundou e tornou-se presidente do Sindicato de Mulheres Professoras da Morávia, cujo foco era profissionalizar os padrões de ensino. No ano seguinte ela abriu uma instituição de ensino para meninas em Brno, esperando posteriormente incluir educação secundária lá. Como a Áustria-Hungria oferecia poucos fundos para a educação de meninas, ela deu palestras para cobrir os custos operacionais da instituição. Em 1908 ela finalmente fundou a primeira escola secundária para garotas na Morávia.
Naquele ano Wiedermannová fundou e tornou-se editora da revista Ženská revue (Crítica Feminina), que publicava artigos sobre o desenvolvimento do movimento feminino internacional. Em 1909 ela se aposentou da carreira de professora para focar no ativismo. Ela tornou-se uma das mais proeminentes feministas checas, dando mais de cem palestras durante a sua carreira. Ela fundou inúmeras associações femininas e em 1910 foi peça chave na criação de uma organização guarda-chuva regional, a Organização Progressista Feminina na Morávia, ativamente comprometida com o sufrágio feminino e a integração das mulheres em todos os segmentos da vida pública.
Wiedermannová-Motyčková foi uma manifestante ativa em vários comícios e participou de petições para garantir o voto das mulheres. Ela compareceu em conferências internacionais femininas e criou laços com feministas de outras partes das terras checas. Por meio de campanhas coordenadas, as ativistas tentaram promover mudanças eleitorais, mas sua cooperação acabou fracassando. Desde o início da Primeira Guerra Mundial, seu ativismo mudou de foco e ela passou a se concentrar na ajuda humanitária para os pobres e para as famílias dos soldados. Wiedermannová morreu em 1915, antes do direito ao voto ser concedido às mulheres em 1918. Ela é lembrada pelo seu trabalho para estabelecer uma educação mais ampla para as mulheres e, de forma mais geral, para melhorar a condição feminina na região da Morávia.

## Início de vida
Zdeňka Maria e Hedvika Wiedermannová, filhas gêmeas de Františka e Osvald Wiedermann, nasceram em 17 de abril de 1868 em Náklo, no Margraviato da Morávia, Terras da Coroa da Boêmia na Áustria-Hungria. Sua irmã gêmea viveu apenas três meses. Ela tinha outros quatro irmãos: Ludmila, que também se tornaria ativa no movimento feminino morávio, Božena, Růžena e Jaroslav. Seu pai costumava usar a versão checa do seu nome, Osvald Vídrman, e era um professor e etnógrafo de música e costumes populares. Embora ela tenha sido criada em uma família progressista, sua educação católica inicialmente enraizou uma filosofia mais conservadora para Wiedermannová. Ela foi educada em uma escola católica e em 1886 formou-se em uma instituição formadora de professores em Olomouc.

## Carreira

### Educação
Wiedermannová começou a lecionar em Frenštát pod Radhoštěm após a sua graduação. Ela foi transferida para Holešov e depois Fryštát, mas foi embora para Praga com seu noivo. Quando ele a deixou, ela fez uma tentativa de suicídio. Decidida a continuar em Praga, ela conheceu em 1895 um padre católico e acadêmico, Antonín Podlaha. Sua família, que era  ativa no movimento anticlerical, a persuadiu a retornar à Morávia onde, no final do ano, ela começou a lecionar em Moravské Budějovice. Posteriormente ela trabalhou em Ostrava, e se estabeleceu em Přerov no ano de 1898. Wiedermannová sentiu-se aprisionada pelos padrões duplos da época, que permitiam às mulheres trabalhar, mas pagava-lhes tão pouco que muitas vezes eram forçadas a se casar.
Naquela época o conservadorismo religioso de Wiedermannová havia desaparecido, e em uma conferência de professores sediada em 1898 em Přerov, ela protestou publicamente contra os salários das mulheres. Quando a assembleia ridicularizou seu argumento de que homens e mulheres deveriam receber o mesmo pagamento pelo mesmo trabalho, Wiedermannová explicou que ela trabalhava tanto quanto seus colegas homens mas ganhava menos. Para trabalhar em prol da igualdade salarial, ela fundou em 1902 o Sindicato de Mulheres Professoras da Morávia, no qual atuou como presidente. O sindicato também pressionou por uma melhor formação acadêmica para professores e instrutores industriais, bem como por mais escolas normais e outras instalações educacionais para meninas.
Wiedermannová deixou Přerov e foi contratada como diretora da escola Světlá em Velké Meziříčí, o que a levou a formar relações com algumas das principais figuras da reforma educacional tcheca, incluindo František Drtina, Josef Machar, Tomáš Masaryk e Josef Úlehla. Ela conheceu Masaryk em 1903 em uma conferência de professores em Brno, onde ele era palestrante convidado. Ele tornou-se seu mentor e tentou persuadi-la a servir como editora da seção feminina do jornal Naše doba, com o objetivo de integrar o movimento feminino da Morávia à política. Embora ela não tivesse aceitado a oferta, ele mais tarde a ajudou na fundação da revista Ženská revue (Crítica Feminina). Também em 1903, ela fundou e tornou-se diretora de uma instituição de ensino para garotas em Brno. Como apenas 2,5 milhões de coroas — de um orçamento educacional total de 43 milhões — foram dedicados à educação das mulheres pelas autoridades austro-húngaras, Wiedermannová organizou eventos para arrecadação de fundos, incluindo uma série de palestras que foram muito populares e forneceram capital operacional para a instituição.
O objetivo de Wiedermannová era inaugurar uma instituição de ensino médio para garotas, mas ela não conseguiu garantir fundos adequados para a fundação de um ginásio, ou persuadir as autoridades a emitir diplomas para os graduados. Quando esse plano falhou, ela pediu ao governo que permitisse que meninas frequentassem o ginásio masculino, mas as autoridades eram contra a instrução mista. Eles só permitiam que as meninas assistissem às aulas como observadoras em três instituições, e apenas para aulas de história, matemática e física. Wiedermannová continuou a pressionar pela adoção de uma reforma curricular que oferecesse educação básica obrigatória, incluindo certificados para todos os graduados que cumprissem os requisitos educacionais básicos.

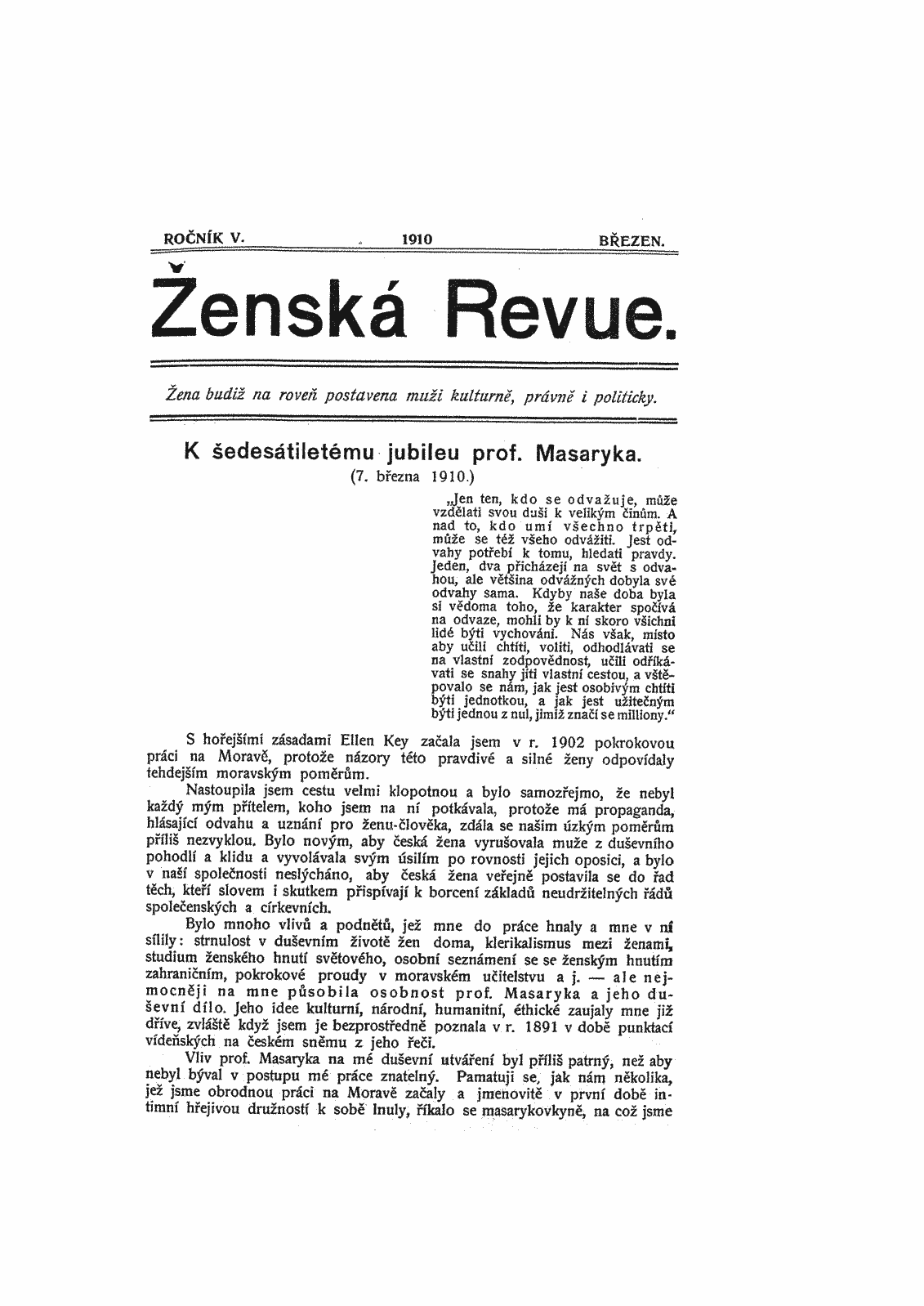
Edição de maio de 1910 da revista Ženská revue.

Já em 1904, mulheres progressistas como Wiedermannová começaram a protestar pelo direito ao voto, fazendo petições destinadas à legislatura por mudanças no código civil, e protestando contra a legislação que proibia mulheres casadas de lecionar. Também naquele ano, ela compareceu ao segundo congresso da Aliança Internacional pelo Sufrágio Feminino (hoje Aliança Internacional da Mulher), sediado em Berlim, onde ela deu uma palestra sobre educação secundária de garotas nas Terras checas. Em 1907, Wiedermannová deu uma palestra em Praga, Emancipace ženy od kněze (Emancipação de uma mulher de um sacerdote), na qual ela criticava a Igreja Católica por "abusar mulheres mental e emocionalmente", e argumentou que a educação monástica não fornecia instrução adequada ou preparava as meninas para a profissão docente. Embora um ginásio feminino tivesse sido permitido a abrir em Velké Meziříčí, Wiedermannová ainda não havia alcançado o seu objetivo para Brno. Seu excesso de trabalho a levou para uma doença, que a deixou com o coração fraco e impactou na sua audição.
Em 1908, artigos exigindo direitos iguais apareceram em periódicos femininos da Morávia e três mulheres foram propostas como candidatas à assembleia legislativa estadual. Wiedermannová fundou e tornou-se editora da Ženská revue, revista que publicava informações sobre o movimento feminino internacional, professoras e educação. A aprovação para a fundação da escola de ensino médio para garotas havia sido finalmente concedida, mas a instituição estava impedida de usar o termo "ginásio" até 1910. Naquele ano, ela começou a viver com outro professor, Vincenc Motyčka. Como católico ele era impedido de casar-se novamente pois era divorciado, então ele e Wiedermannová ficaram impossibilitados de formalizar sua relação. A comunidade conservadora ficou escandalizada com seu modo de vida, e pressionou para que ela se demitisse do seu cargo na escola.
Inabalada, Wiedermannová deixou a igreja, modificou seu sobrenome para incluir o do parceiro, e o ajudou a criar seus dois filhos. Após um ano alternando ensino e edição, ela decidiu se aposentar e candidatou-se à sua pensão para poder se concentrar na edição da revista.

### Ativismo
Em 1909, Wiedermannová fundou a Associação de Mulheres Progressistas em Olomouc. Seu objetivo principal era fundar associações regionais independentes agrupadas sob uma organização guarda-chuva, que coordenaria os objetivos comuns e a ideologia do movimento feminino da Morávia. A organização estabeleceu comitês dedicados à educação feminina, paridade jurídica, igualdade econômica e sócio-política, bem como seções de moralidade e higiene. Os membros monitoravam leis e davam palestras para educar mulheres sobre suas obrigações como cidadãs. Wiedermannová tornou-se uma notável palestrante de questões femininas, concedendo mais de cem apresentações em Brno ao longo da sua carreira. Organizar cursos para treinar mães, estabelecer abrigos para filhos abandonados ou ilegítimos e pressionar por reformas legais — como casamento civil obrigatório, possibilidade de divórcio ou separação e regulamentações para controlar as condições de trabalho — tornaram-se questões nas quais os membros trabalharam para melhorar a situação socioeconômica das mulheres.
Em 1910, Wiedermannová compareceu à reunião inaugural da Organização Provincial de Mulheres Progressistas da Morávia em Brno. Ajudando na redação do Estatuto Social, ela tentou moderar o ativismo político da organização, já que a lei federal proibia as mulheres de criar associações políticas. No entanto, o pedido da organização foi rejeitado pelas autoridades em 20 de abril de 1910. Nove dias depois, as mulheres organizaram a fundação da Organização Progressistas de Mulheres Morávias, propondo um foco mais amplo de empoderamento das mulheres, por meio de educação aprimorada, independência econômica e mudança legal para conceder às mulheres cidadania plena. Marie Vášová foi eleita presidente e Wiedermannová atuou como executiva. No final do ano, outras organizações femininas regionais haviam sido formadas e o periódico Právo ženy (Direitos das Mulheres) foi fundado com o intuito de ser o principal veículo de imprensa da Organização Progressista de Mulheres Morávias. A revista foi fundada por Wiedermannová e seu parceiro para encorajar o apoio popular do sufrágio feminino e igualdade. O periódico publicava discursos de comícios e manifestações de toda a região em um formato consolidado, aumentando a consciência sobre questões que as mulheres enfrentavam.

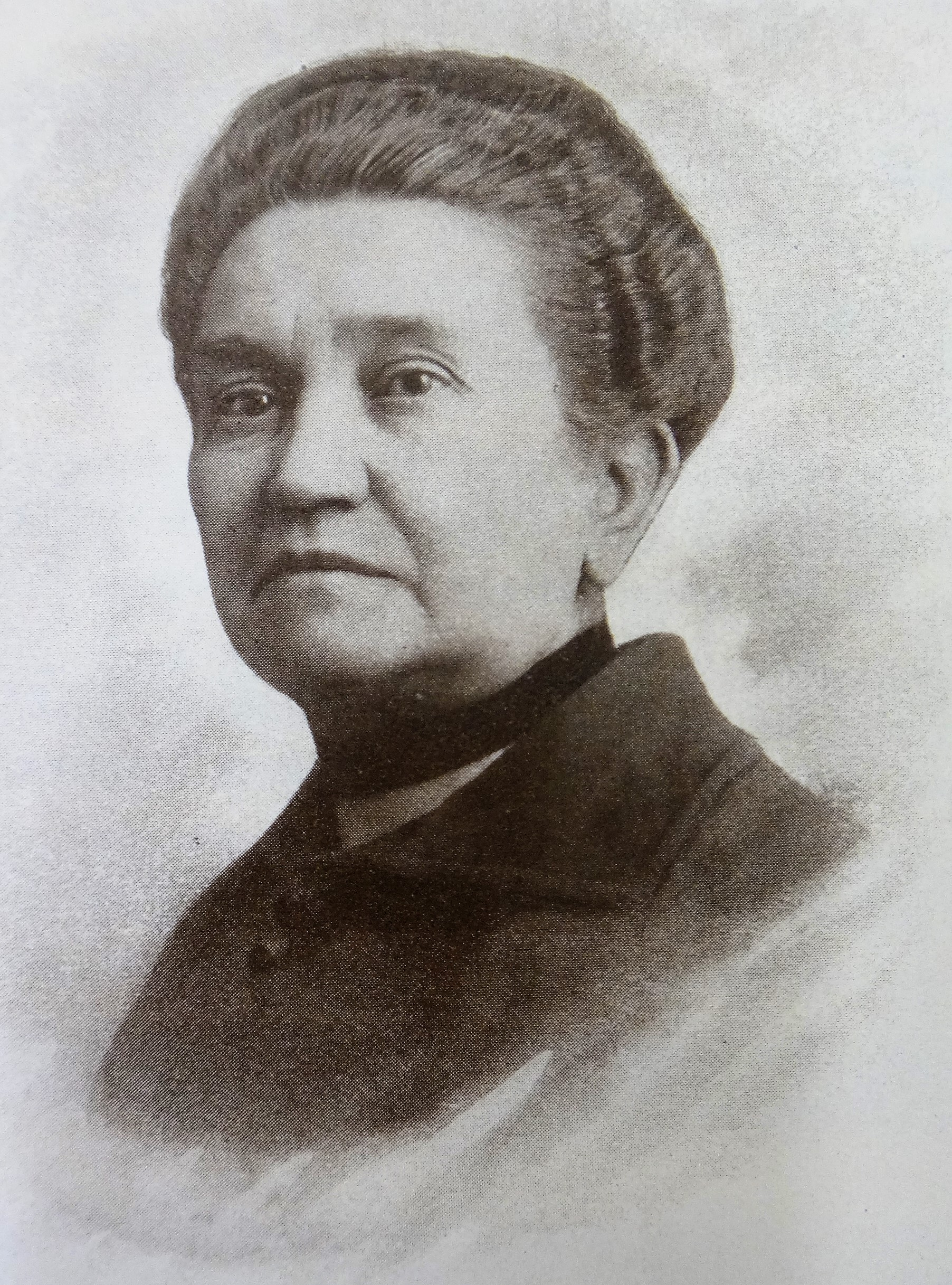
A irmã de Wiedermannová, Ludmila Konečná, em 1932

Estabelecendo laços com o Partido Popular Progressista da Morávia, que concordou em abordar questões femininas em sua plataforma, Wiedermannová e a Organização Progressista da Morávia tornaram-se parte de uma cooperação feminina maior nas terras checas. Isso foi difícil, pois o movimento feminino morávio possuía fortes laços com as feministas austríacas, foi fundado mais tarde que outros grupos checos e foi seriamente prejudicado pela influência da Igreja Católica. Junto com Františka Plamínková e Karla Máchová, ambas professoras da Boêmia, Wiedermannová tornou-se uma das principais representantes do movimento feminino checo. Plamínková foi convidada a presidir o comitê dos Direitos Eleitorais das Mulheres Morávias e Wiedermannová redigiu o programa político, pedindo plena igualdade civil com os homens, abolição da lei que proibia associações políticas femininas, abertura de profissões às mulheres e sufrágio feminino. Em 1911, as mulheres haviam ganhado o direito de se organizarem politicamente e começaram a enviar petições ao parlamento pedindo por emancipação.
Ao longo do ano de 1911, comícios e manifestações foram organizados e em junho uma conferência feminina foi sediada em Olomouc. A conferência incluiu eleições para a organização de um comitê executivo para a Organização Regional de Mulheres Progressistas da Morávia. A irmã de Wiedermannová, Ludmila Konečná, foi eleita presidente e Wiedermannová foi indicada ao cargo de secretária da organização. A conferência de Olomouc foi a primeira reunião significativa de mulheres nas terras tchecas e foi usada para instar que todas as petições fossem elaboradas por todos os grupos de mulheres tchecas e simultaneamente entregues ao parlamento em Viena. Wiedermannová e Plamínková fizeram discursos sobre democracia e igualdade civil enquanto Wiedermannová e Marie Vášová foram escolhidas como delegadas para apresentar as petições da Morávia à Áustria. Doente, Wiedermannová estava inapta a viajar em julho, então sua irmã Ludmila liderou a delegação morávia. Embora os legisladores prometeram ter consideração pelas petições, eles adiaram o compromisso sem reformar as leis eleitorais.
O ano de 1912 foi marcado por mais comícios e manifestações. Com a eleição de Božena Viková-Kunětická para o parlamento e sua subsequente rejeição pelo governador, nacionalistas tchecos, que viram a invalidação da eleição como um exagero da autoridade central da Áustria, começaram a apoiar o sufrágio feminino. Amparadas pelo aumento do apoio público, as ativistas começaram a planejar um novo impulso para a reforma eleitoral em 1913. Elas começaram a organizar palestras para familiarizar mulheres com os variados partidos políticos. Esses cursos tiveram uma média de 150 participantes e foram concluídos com Wiedermannová dando uma visão geral das atividades da Organização Regional de Mulheres Progressistas da Morávia.

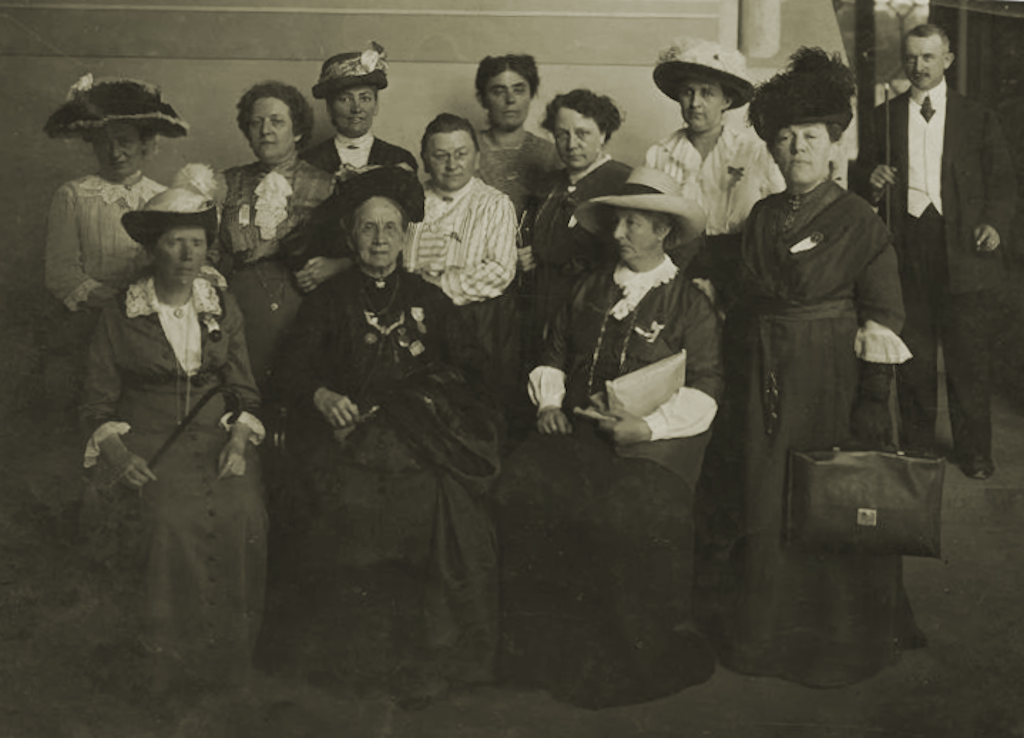
Feministas na sétima conferência da Aliança Internacional pelo Sufrágio Feminino sediada em Budapeste, 1913. Wiedermannová é a segunda mulher da esquerda para a direita

Quando as eleições de 1913 para a assembleia provincial da Morávia aconteceram, 400 professoras, que não estavam nas listas eleitorais, protestaram junto ao Conselho Municipal de Brno. As mulheres argumentaram que, de acordo com o julgamento do Tribunal Administrativo de 21 de outubro de 1908, professores eram permitidos a votar, e excluir professoras mulheres infringia a lei. A resposta do Conselho foi que a permissão para professores votarem se aplicava apenas às eleições municipais. Embora as professoras tivessem continuado a protestar, a interpretação do Conselho foi confirmada em uma decisão da Suprema Corte Imperial naquele outono. Em junho, Wiedermannová e outras feministas morávias compareceram a uma conferência em Praga, organizada por Plamínková e ativistas da Boêmia. Ela também fez parte da delegação que foi à sétima conferência da Aliança Internacional pelo Sufrágio Feminino, sediada em Budapeste, onde ela deu uma palestra sobre a luta pelo sufrágio na Morávia.
No final do ano, rupturas no relacionamento com as feministas boêmias ocorreram quando a proposta de Wiedermannová de centralizar os esforços nos direitos eleitorais foi rejeitada por Plamínková, pois as leis eleitorais variavam entre a Boêmia, a Morávia e a Silésia. A total cessação da cooperação ocorreu no final do ano, já que nenhuma delas queria ceder o poder e ambas temiam que as perspectivas das morávias ou das tchecas dominassem suas estratégias.
Seguiu-se uma série de ataques no jornal Ženský obzor, onde Wiedermannová e Plamínková se acusaram mutuamente de não conseguirem pôr de lado as suas ambições pessoais pelo bem do movimento. Em 1914 a Organização Regional de Mulheres Progressistas da Morávia enviou uma petição para a assembleia provincial morávia pedindo por sufrágio universal, mas o início da Primeira Guerra Mundial interrompeu a reforma e restringiu as atividades políticas das mulheres até o final da guerra.
Durante a guerra, Wiedermannová passou a focar em atividades de caridade. Ao lado de outros membros da Organização Regional de Mulheres Progressistas da Morávia, ela organizou arrecadações de fundos para ajudar os pobres e famílias de soldados. Consciente de que mulheres com filhos precisariam trabalhar enquanto os homens estavam fora, ela também pediu a criação de abrigos para cuidados infantis. Wiedermannová publicou artigos na Ženská revue destacando onde a ajuda era necessária e continuou a produzir artigos para informar as mulheres sobre questões de saúde, desafios econômicos e eventos culturais. Em 1914, seu parceiro Vincenc Motyčka faleceu, o que deixou Wiedermannová em uma situação financeira precária e preocupada com os filhos dele. Tentar manter sua revista funcionando a deixou exausta e apressou sua morte prematura.

## Morte e legado

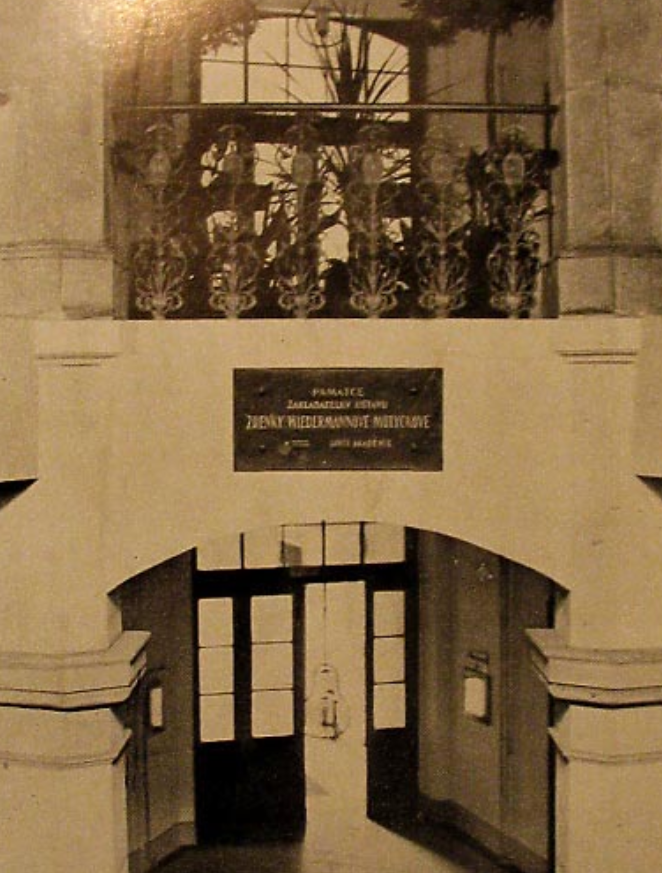
Placa memorial em homenagem a Wiedermannová no Ginásio Real Feminino em Brno, 1925

Wiedermannová morreu em 16 de outubro de 1915 em Brno após um ataque cardíaco, e foi sepultada no cemitério central da cidade. Ela é lembrada pelo seu trabalho para fundar o primeiro ginásio feminino da Morávia, e por influenciar significativamente o ativismo político das mulheres morávias da sua época, usando ideias progressistas para superar o conservadorismo religioso. Embora ela não estivesse mais viva para ver, o direito ao voto foi concedido às mulheres tchecas em 1918.
A revista Ženská revue continuou sendo publicada até 1920 com fundos e edição providos pelas suas irmãs Ludmila e Božena, Anna Tollnerová e Ludmila Zatloukalová-Coufalová. Em 1925, uma placa homenageando a iniciativa de Wiedermannová de pressionar pelo ensino médio para mulheres foi inaugurada no Ginásio Real Feminino em Brno. Entre 1933 e 1934, sua irmã Ludmila escreveu um livro de memórias: "Zdenka Wiedermannová: Fundadora do movimento feminino na Morávia, 1868–1915". O livro está presente nos arquivos de Alois Konečný e Ludmila Konečná no Museu de História e Geografia Nacional em Šumperk.